# Anna Wojas-Pelc
Anna Beata Wojas-Pelc – polska dermatolog, profesor nauk medycznych.

## Życiorys
W 1981 r. ukończyła studia w Akademii Medycznej w Krakowie, w 1995 obroniła pracę doktorską, w 2004 habilitowała się na podstawie rozprawy zatytułowanej Twardzina głęboka i choroby twardzinopodobne skóry z zajęciem powięzi: badania ultrastrukturalne i immunohistochemiczne. W 2009 uzyskała tytuł profesora nauk medycznych.
Pracuje na Uniwersytecie Jagiellońskim w Krakowie.